# Vitín
Vitín je obec ležící v okrese České Budějovice v Jihočeském kraji, zhruba 14 km severovýchodně od Českých Budějovic. Žije zde 489 obyvatel. Je zde vesnická památková zóna. Na části katastrálního území Vitín je evropsky významná lokalita Hlubocké obory.

## Poloha
Vitín se rozkládá v oblasti tzv. Pšeničných Blat, v poměrně plochá krajině mezi dvěma rozsáhlými lesními celky – Poněšickou oborou na severozápadě a Velechvínským polesím na jihovýchodě. Nadmořská výška zastavěného území se pohybuje přibližně mezi 490 m při východním okraji vsi a 510 m (na západě. Obcí odedávna procházela důležitá spojnice Českých Budějovic s Táborem a Prahou. Současná dálnice D3 obchází Vitín z jihovýchodní strany, stejně jako železniční trať 220. Vlakovou zastávku Vitín nemá, nejbližší stanice jsou v sousedních obcích Chotýčany a Ševětín. Osu vsi tvoří stará hlavní silnice, která v jejím středu vytváří protáhlou náves západovýchodního směru.

## Historie
Vitín se v písemných pramenech připomíná k roku 1459. V období feudalismu ves náležela k třeboňskému panství, od roku 1850 tvořila nejprve samostatnou obec, poté do roku 1873 nakrátko spadala pod obec Ševětín. Následovalo sto let svrchované existence obce, než byl Vitín ke dni 20. září 1973 znovu přičleněn k Ševětínu; nynější osamostatnění se uskutečnilo 24. listopadu 1990. Dne 19. 11. 1990 byla vyhlášena vesnická památková zóna Vitín.
K prosinci 2012 měla obec celkem 408 trvale žijících obyvatel, z toho 205 mužů a 203 žen. Z toho dětí do 3 let věku bylo 27, do 15 let 79 a ve věku 15-18 jich bylo 10. Obec měla průměrný věk obyvatel 36,5 roku.

## Pamětihodnosti

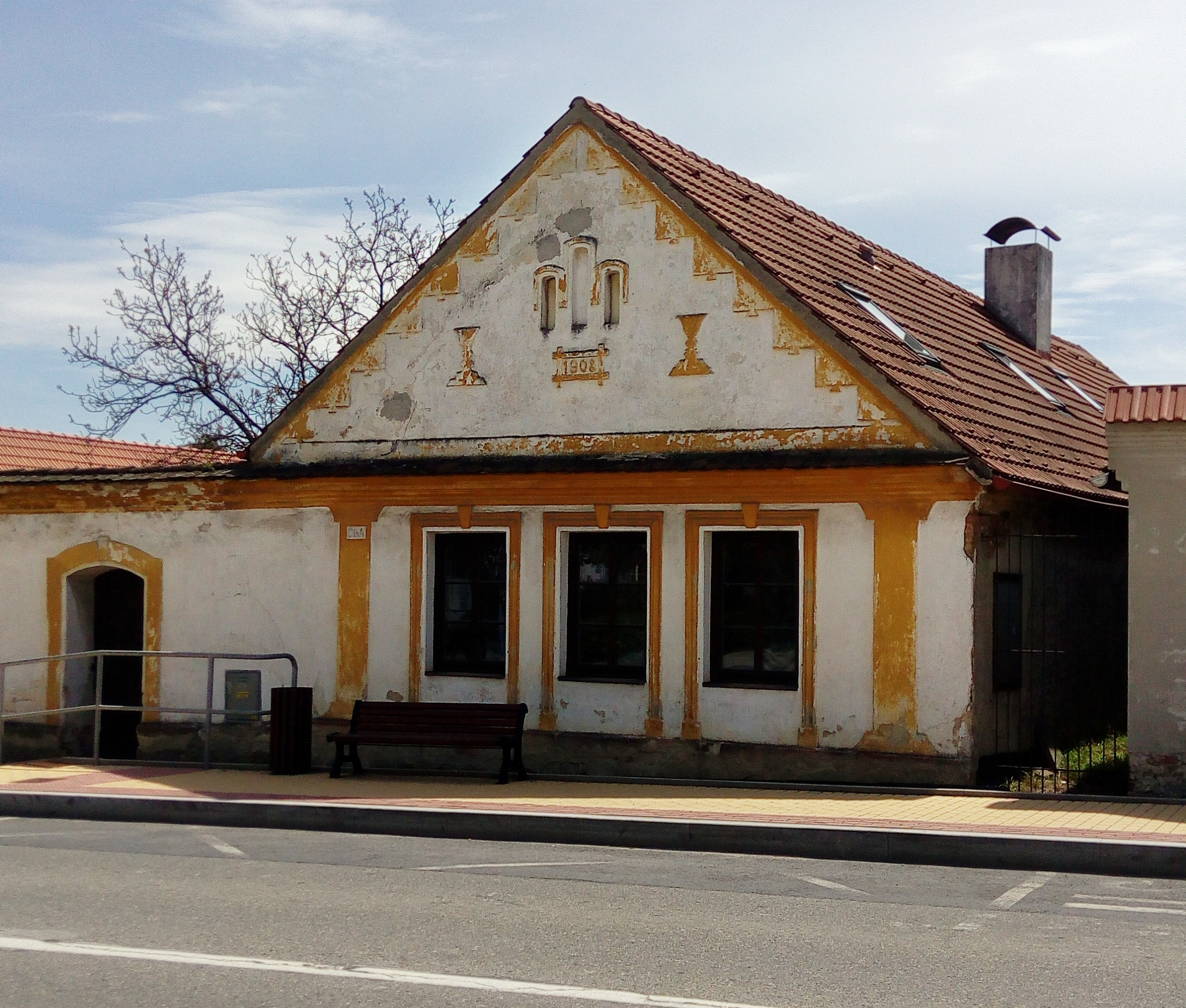
Usedlost čp. 4 - kulturní památka

- Mohylová pohřebiště na vrchu Baba severozápadně od Vitína. Na katastrálním území Vitína se zhruba kilometr severozápadně od obce na zalesněném vrcholu Baba (570 m n. m.) nachází mohylník z raného středověku (8. až 9. století), který se skládá z 69 mohyl, uspořádaných do západovýchodních řad. Některé mohyly mohu pocházet ze staršího období (z doby bronzové nebo halštatské).[5] [6] Leží nedaleko plotu Poněšické obory (na veřejnosti přístupné straně), není však snadné je v husté vegetaci najít. Nejvhodnějším obdobím k návštěvě je časné jaro, kdy už neleží sníh, ale ještě nevyrostla tráva. Některé mohyly nesou stopy narušení, archeologicky však byla prozkoumána pouze jedna.[5]  Panuje domněnka, že sloužily k pohřbívání nemajetného venkovského obyvatelstva (stejně jako prozkoumané mohyly v Kožlí u Orlíka). Největší mohyly mají 4 - 5 metrů v průměru a 2 metry na výšku.
- Kovárna, z roku 1833, na návsi
- Kaple sv. Jana Nepomuckého z roku 1815
- Pomník padlých[7]
- Zástavba vitínské návsi si z velké části dochovala původní charakter a je prohlášena vesnickou památkovou zónou.

## Galerie

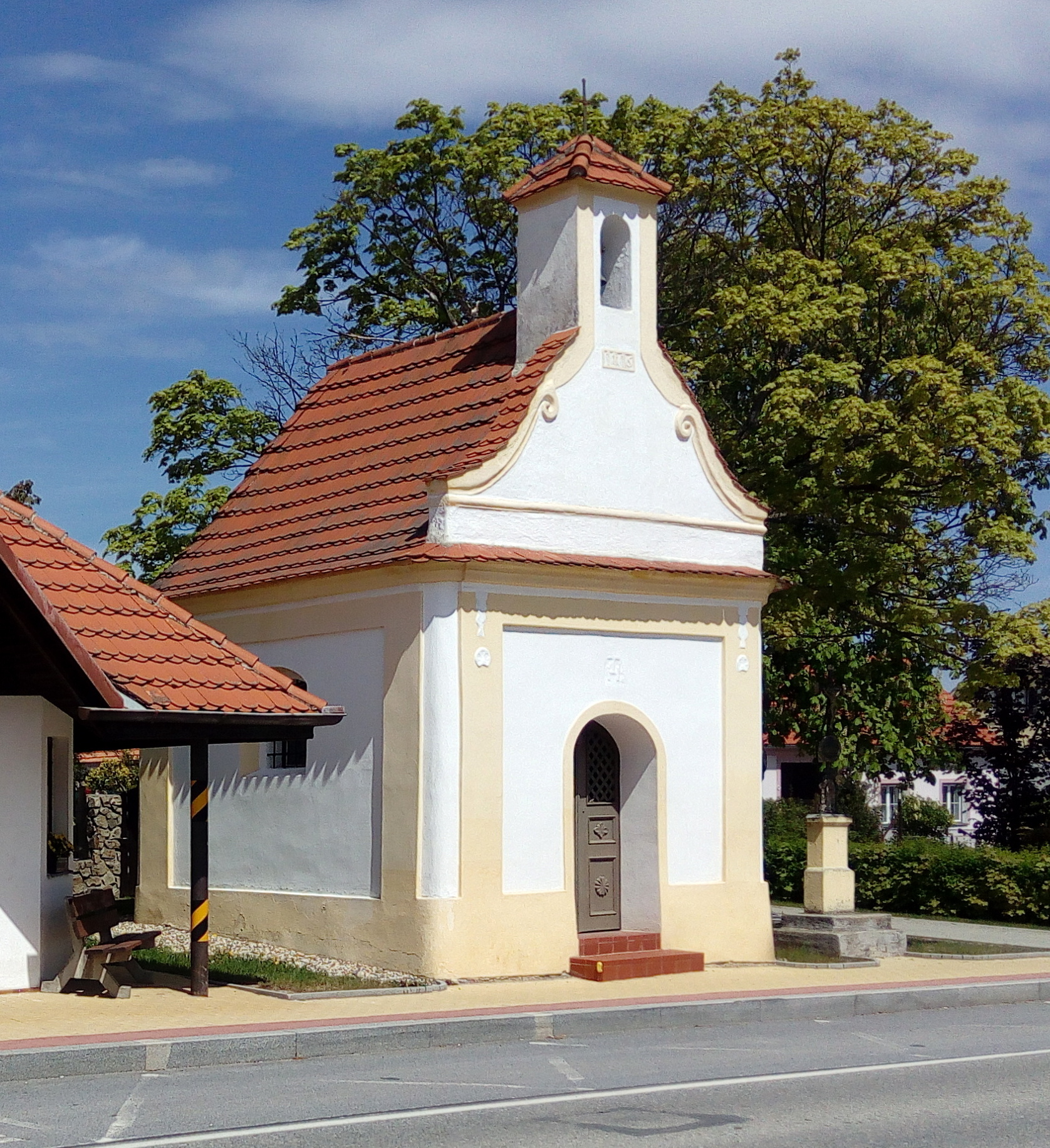
Kaple sv. Jana Nepomuckého
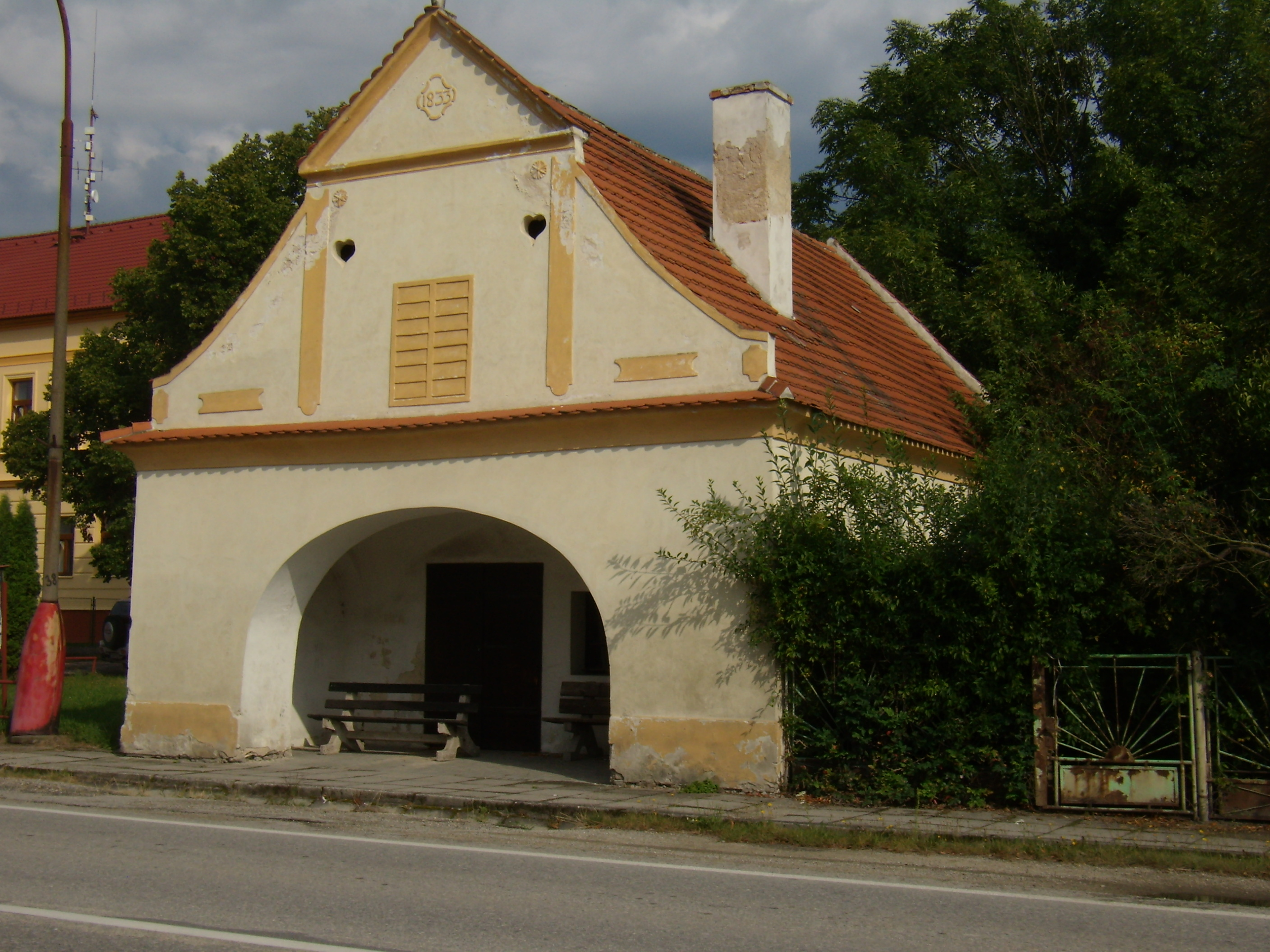
Bývalá vitínská kovárna
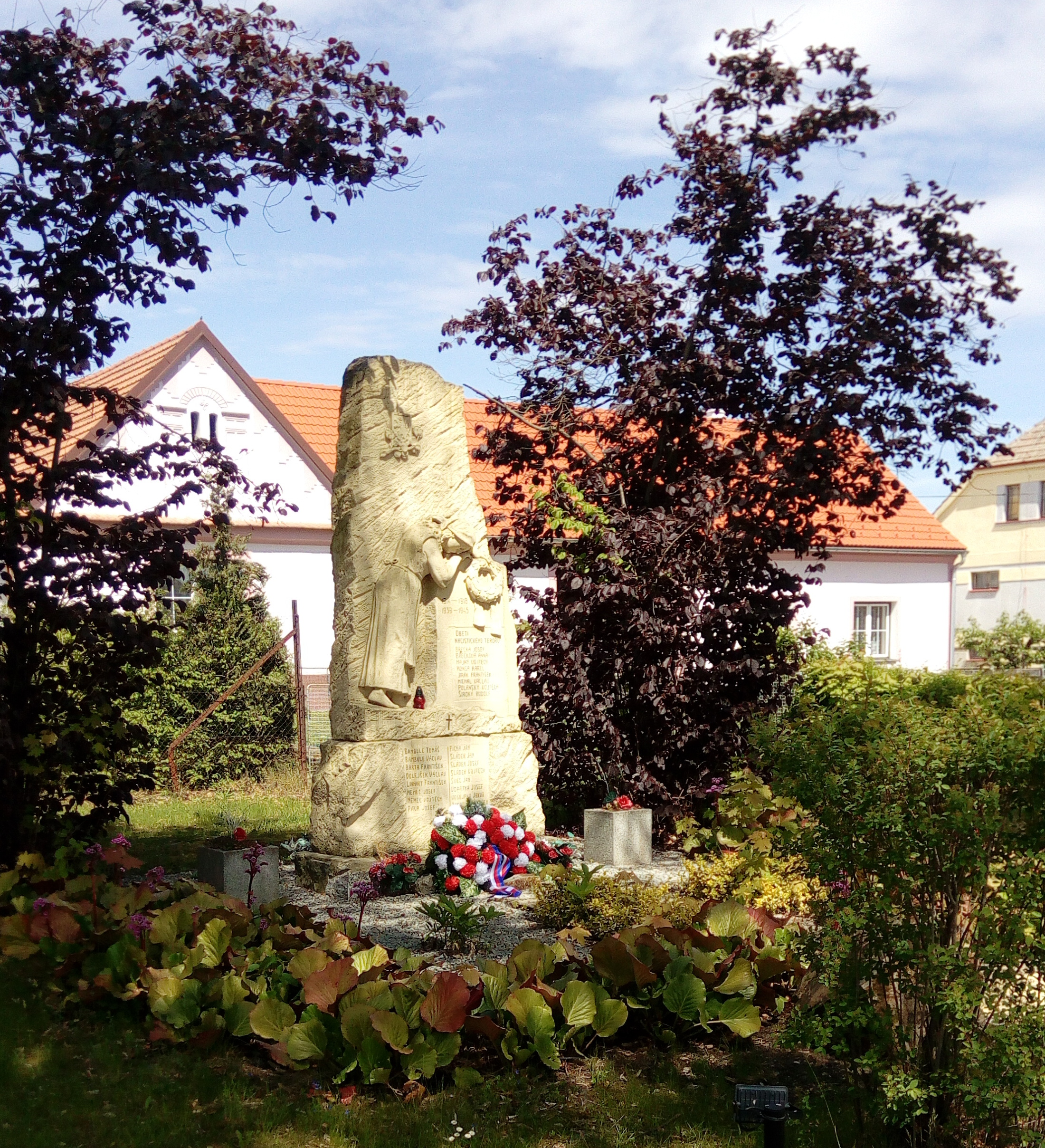
Pomník obětem světových válek
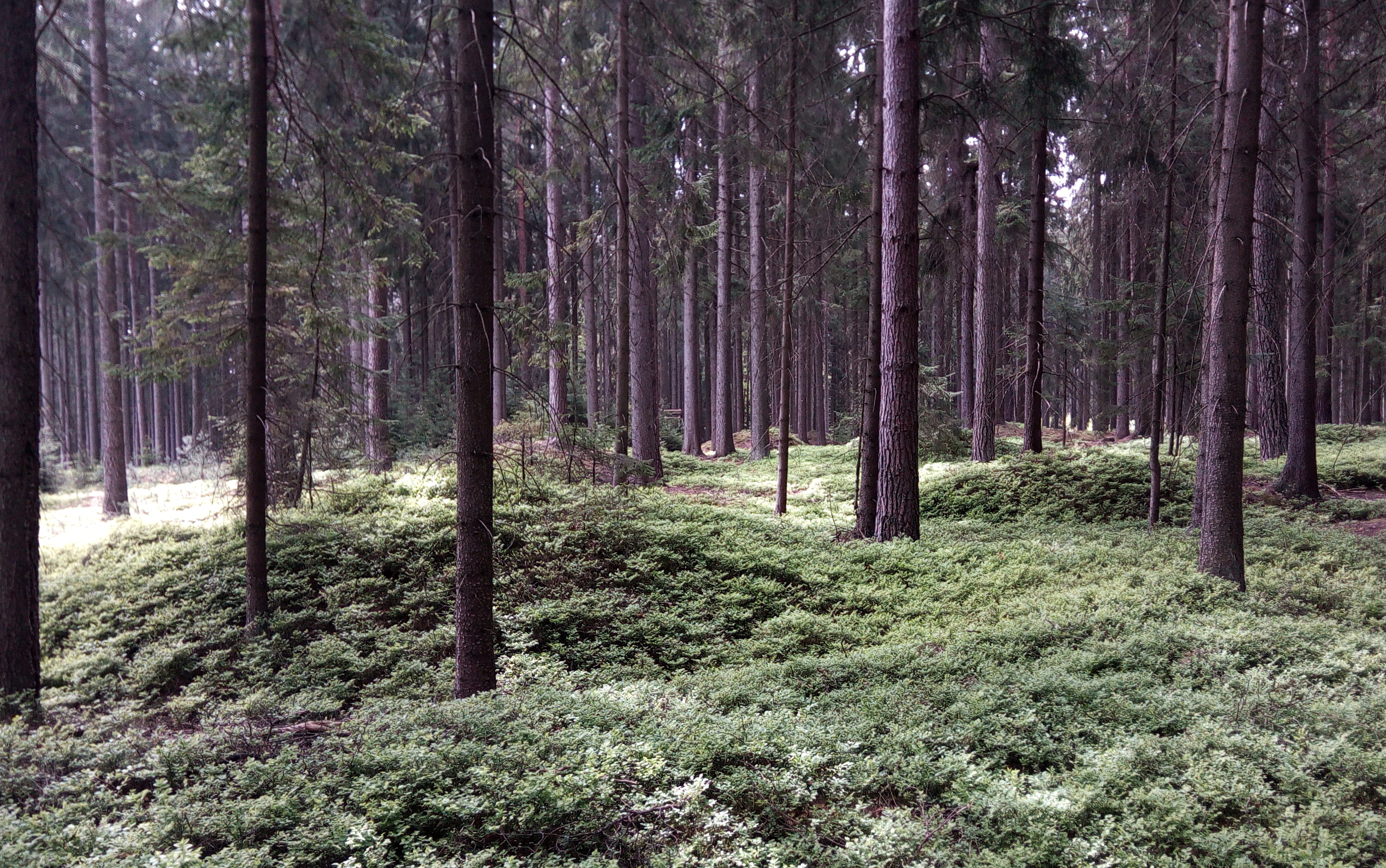
Jeden z mohylníků